# Venus anadyomene (Ingres)
Venus anadyomene (franska: Vénus anadyomène) är en oljemålning av den franske konstnären Jean-Auguste-Dominique Ingres. Han färdigställde målningen 1848 och den är utställd på Musée Condé i Chantilly norr om Paris.
Tavlans namn är grekiska och betyder ”Venus stiger upp ur havet”. I grekisk mytologi, där Venus motsvaras av Afrodite, berättas att hon föds ur havets skum och förs på ett musselskal till land. Hennes uppstigande på land är ett vanligt motiv inom konsten, särskilt under renässansen och i den nyklassicistiska akademiska stilen som Ingres företrädde. 
Ingres började arbeta med målningen redan 1806 då han var bosatt i Rom efter att vunnit det franska konststipendiet Prix de Rome. Skisser från denna tid finns bevarade på Musée Ingres i hans födelsestad Montauban. I dessa döljer Venus med sina armar brösten på samma sätt som i Sandro Botticellis renässansmålning Venus födelse. Ingres såg troligen den målningen vid sitt besök i Uffizierna i Florens. Senare ändrade han armarnas ställning så att händerna vrider vatten ur håret, likt Tizians Venus anadyomene från 1520. Han upprepade samma venusfigur i Källan från 1856.
På Louvren finns en mindre (31,5 x 20 cm) odaterad kopia av Ingres. Motivet var mycket populärt under 1800-talet och upprepades av flera akademiska målarna såsom Théodore Chassériau (Venus Marine, 1838), Eugène Emmanuel Amaury-Duval (Venus födelse, 1862), Alexandre Cabanel (Venus födelse, 1863) och William-Adolphe Bouguereau (Venus födelse, 1879).

## Relaterade målningar

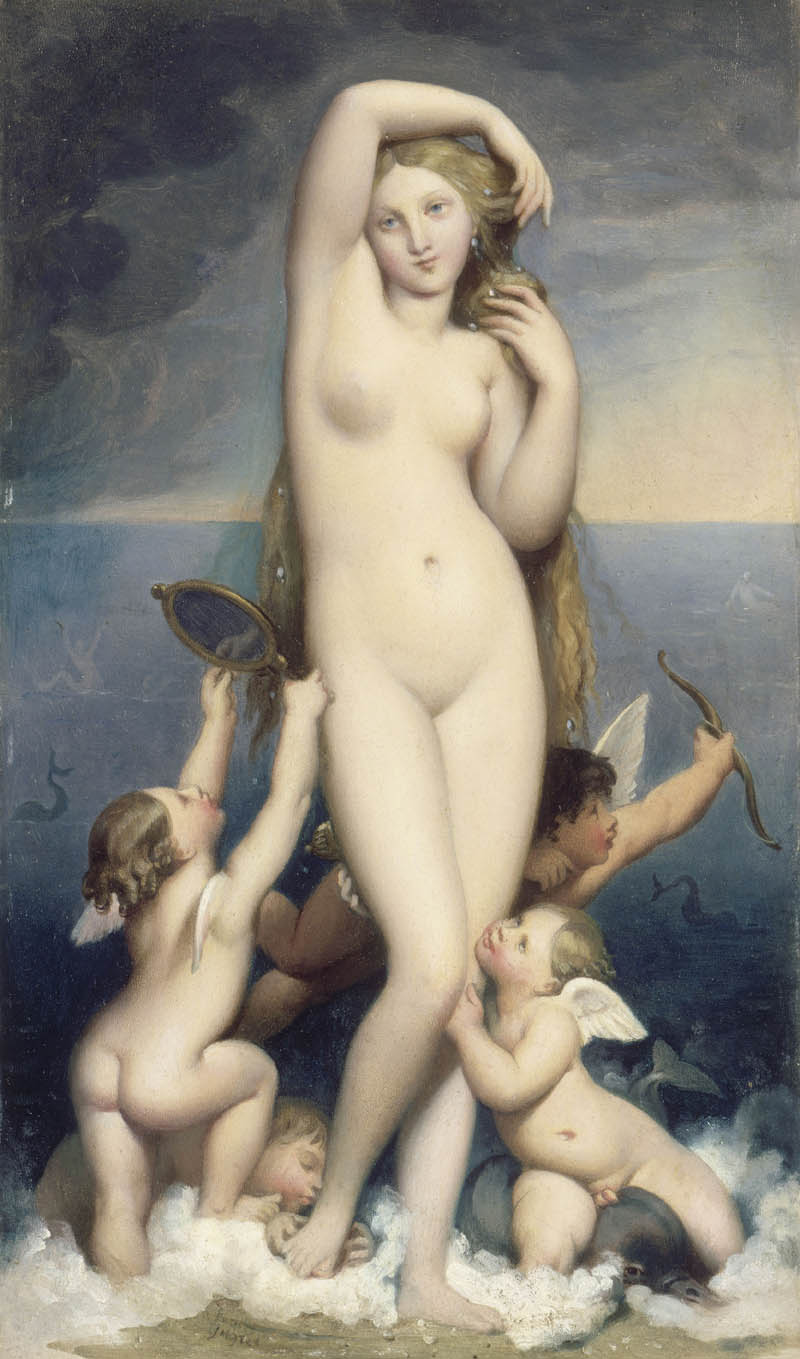
Kopian som förvaras på Louvren.
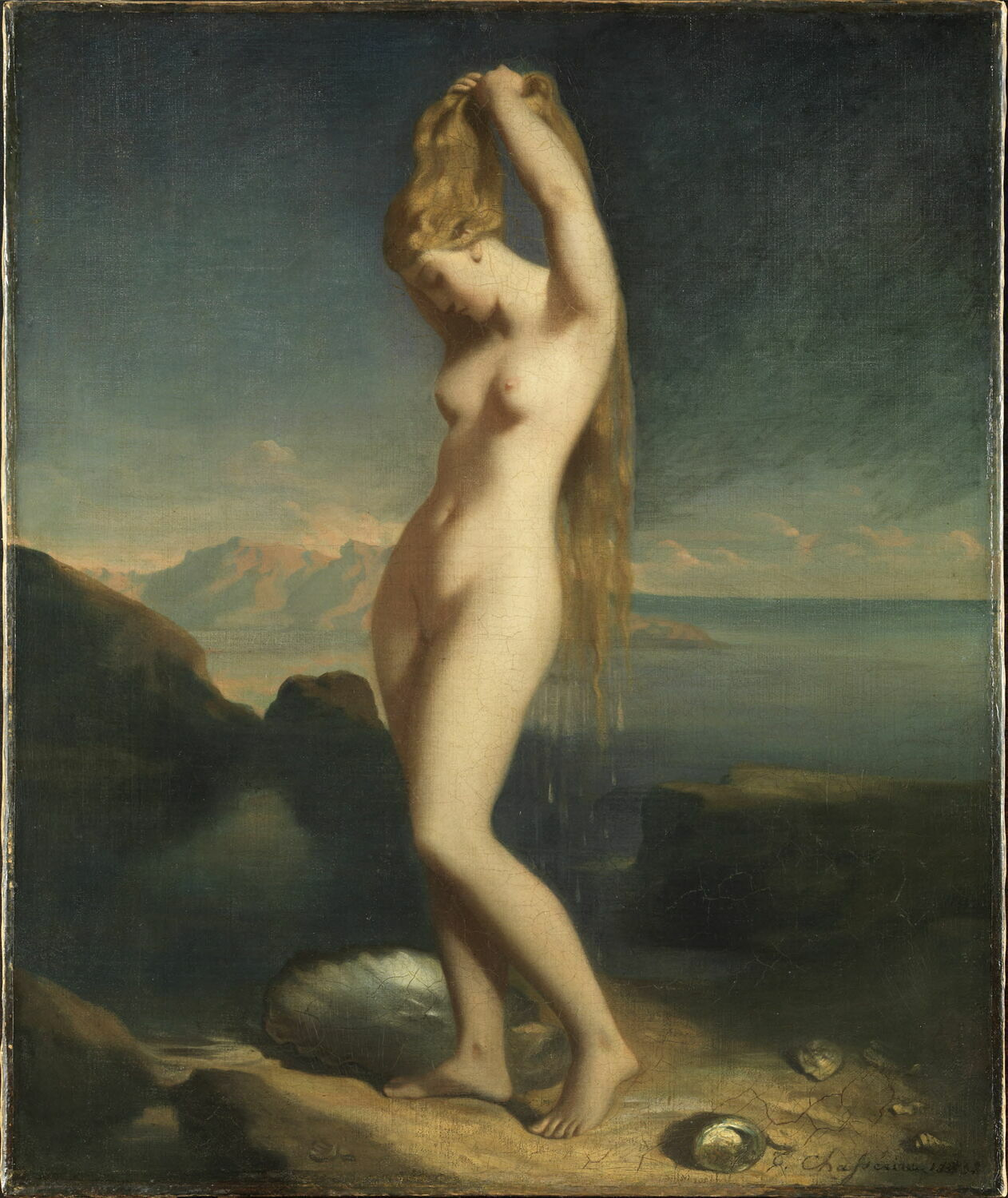
Théodore Chassériaus Venus Marine (1838).
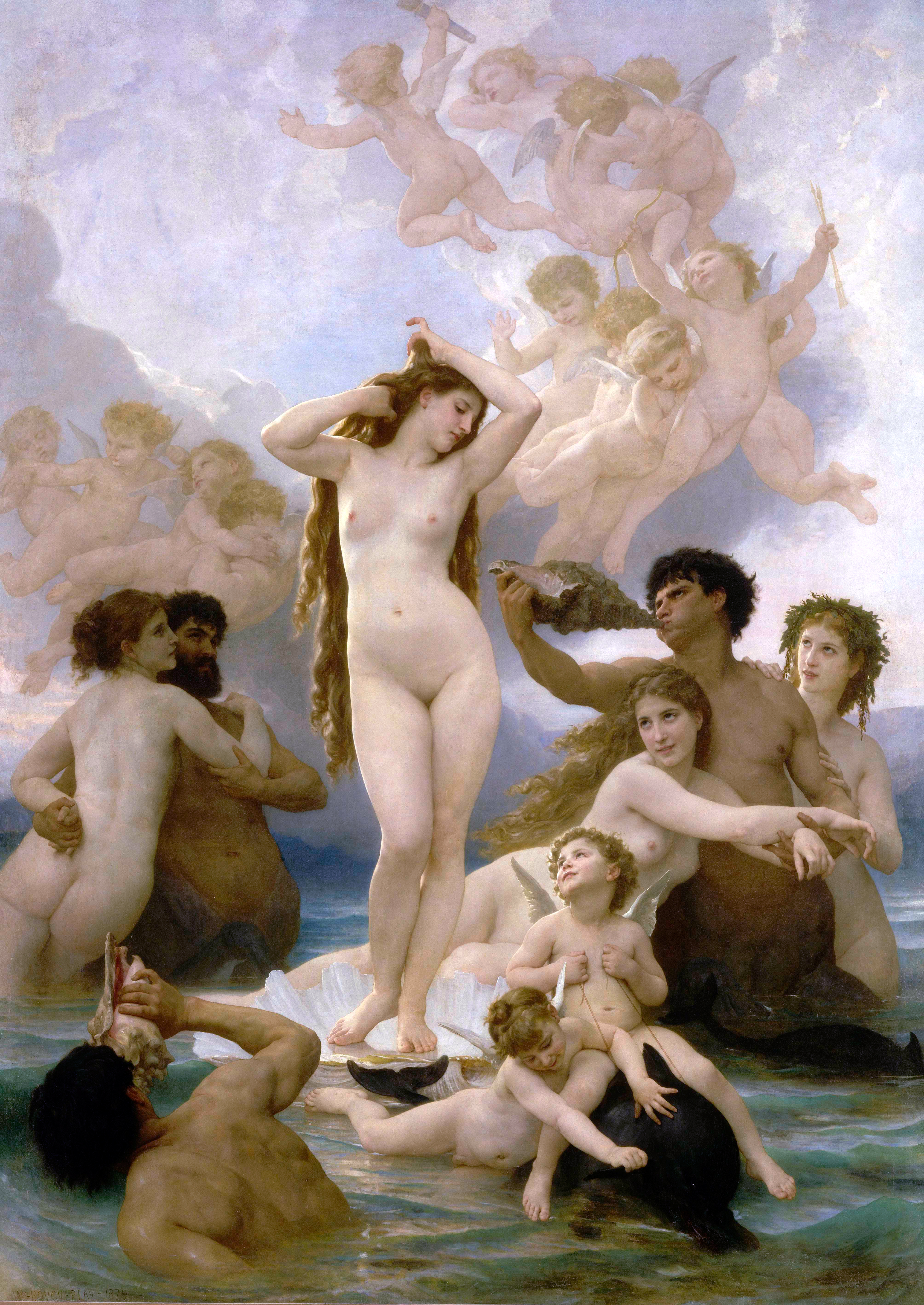
William-Adolphe Bouguereaus Venus födelse (1879).
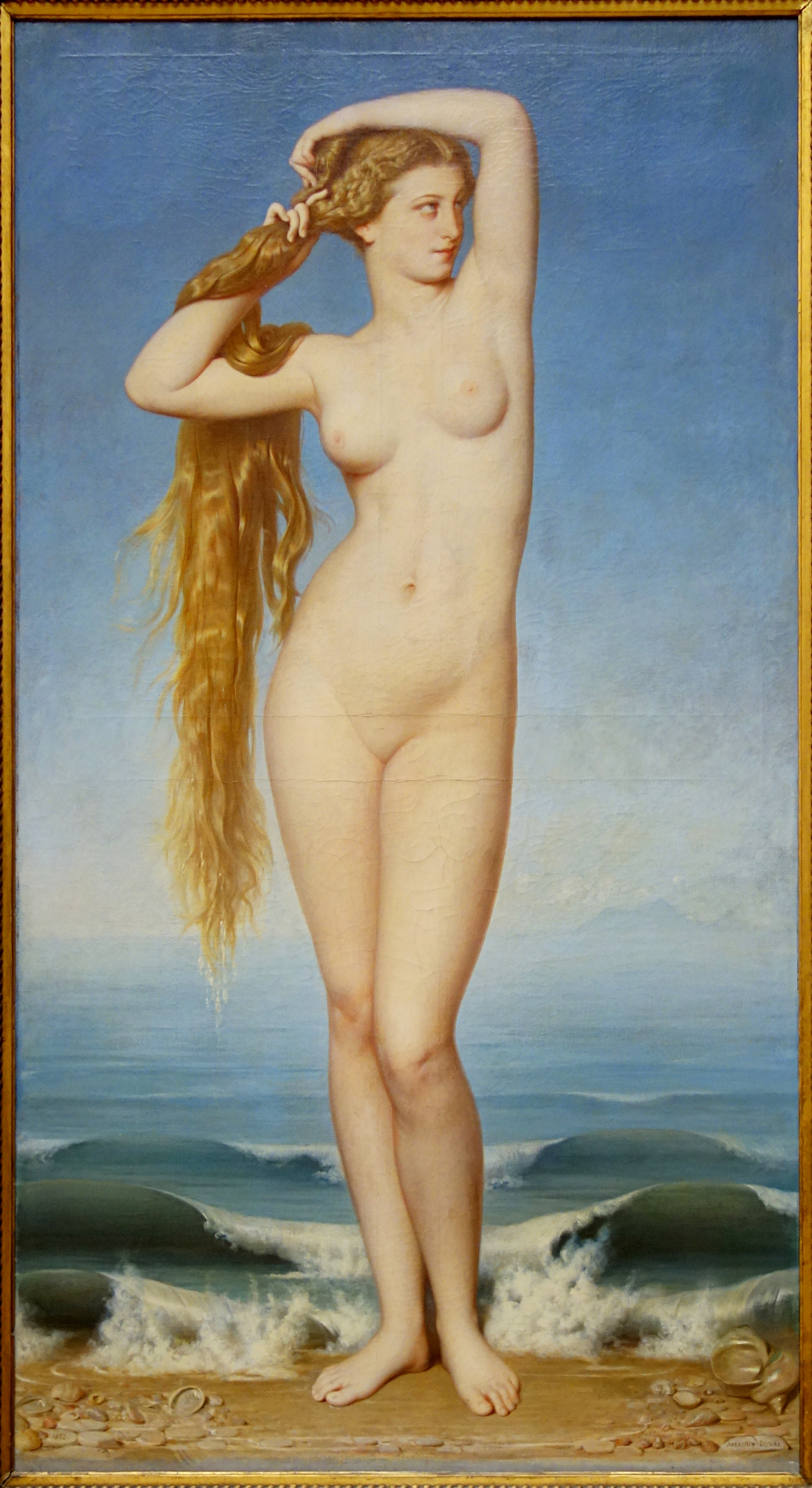
Eugène Emmanuel Amaury-Duvals Venus födelse (1862).